# Frt
Frt (stsl frъtъ) je naziv za slovo glagoljice i stare ćirilice. 
Koristilo se za zapis glasa /f/ u posuđenicama iz grčkog, te je izvedeno iz grčkog slova φ (fi), te u glagoljici kao broj 500.
Postoji i varijanta slova izvedena oz grčkog slova theta.
Standard Unicode i HTML ovako predstavljaju slovo frt u glagoljici (neki fontovi imaju u sebi oblik izveden iz theta (npr. Dilyana), a neki od fi, tako da izgled slova u donjoj tablici ovisi o instaliranom fontu):
|                  | Unikod | Unikod                          | HTML     | HTML | izgled ovisi o pregledniku | poveznice (engl.)                |
| k. točka         | naziv  | kod                             | entitet  |      | izgled ovisi o pregledniku | poveznice (engl.)                |
| ---------------- | ------ | ------------------------------- | -------- | ---- | -------------------------- | -------------------------------- |
| veliko slovo frt | U+2C17 | GLAGOLITIC CAPITAL LETTER FRITU | &#x2C17; | nema | Ⱇ                          | detaljni podaci test preglednika |
| malo slovo frt   | U+2C47 | GLAGOLITIC SMALL LETTER FRITU   | &#x2C47; | nema | ⱇ                          | detaljni podaci test preglednika |

## Vanjske poveznice
- Definicija glagoljice u standardu Unicode (PDF) (eng.)
- Stranica R. M. Cleminsona, s koje se može instalirati font Dilyana koji sadrži glagoljicu po standardu Unicode (eng.)